# Mauro Codussi
Mauro Codussi (* selo Lenna pored Bergama oko 1440. - † Venecija, 1504.), je talijanski kipar i arhitekt rane renesanse, koji je veći dio života i rada proveo u Veneciji.

## Biografija
Mauro Codussi je rođen u malom selu u dolini Brembana, pored Bergama, školovao se i odrastao u Ravenni u Emiliji. Od 1467. godine živi u Veneciji gdje je značajno pridonio arhitekturi grada i promjeni konzervativnog venecijanskog ukusa koji je obožavao gotičko - bizantinsku kićenost. 
Codussi je na otoku San Michele podigao prvu venecijansku renesansnu crkvu San Michele,  1469. godine. Nakon toga dogradio je gornje dijelove crkve San Zaccaria (od 1483. bio je protomajstor), u duhu renesanse. Donji dio crkve oblikovao je prije njega Antonio Gambello u tradicionalnom gotičkom duhu.Od 1492. gradi crkvu Santa Maria Formosa.
Od 1491. do 1505. radi kao protomajstor na obnovi (zapravo potpuno novoj gradnji) izgorjele Scuola Grande di San Marco.
S kolegom Bartolomeom Bonom od 1495. do 1496., radi na podizanju i ukrašavanju Tornja sa satom (torre dell'orologio) na trgu Svetog Marka kojeg je osobno projektirao.
Mauro Codussi projektirao je i izveo oko 1485. – 1490., prvu renesansnu palaču u gradu Ca' Lando-Cornaro (danas Cornaro-Spinelli). Codussi je projektirao i palaču Vendramin-Calergi u kojoj je smješten današnji Venecijanski kasino, a koju je počeo graditi 1481. godine ali je nije uspio dovršiti zbog smrti, pa je radove nastavila klesarska radionica (bottega) Lombardo koja ju je dovršila 1509. godine.
Pred kraj života 1495. projektirao je crkvu San Giovanni Crisostomo ali ni nju nije uspio dovršiti za života.
Mauro Codussi bio je prvi venecijanski renesansni arhitekt koji je pomogao da se taj toskanski stil proširi Venecijom. 

## Vanjske poveznice
- Mauro Codussi, Biographical sketch of the innovative Renaissance architect, one of the outstanding architects in Venetian history (engl.)
- Mauro Codussi, fotografije glavnih djela  Arhivirana inačica izvorne stranice od 23. rujna 2008. (Wayback Machine)